# 2018-as francia labdarúgókupa-döntő
A 2018-as francia labdarúgókupa-döntő a 101. döntő volt a Coupe de France történetében. A mérkőzést a Stade de Franceban, Párizsban rendezték 2018. május 8-án. A két részvevő a Paris Saint-Germain és a Les Herbiers volt.
A 2–0-ra megnyerte a döntőt a harmadosztályú ellenfelével szemben, ezzel sorozatban negyedik, összességében tizenkettedik kupagyőzelmét szerezte meg. A gólokat Giovani Lo Celso és Edinson Cavani szerezték.

## Út a döntőbe
| Les Herbiers                | Les Herbiers                  | Forduló                            | Paris Saint-Germain | Paris Saint-Germain |
| --------------------------- | ----------------------------- | ---------------------------------- | ------------------- | ------------------- |
| Ellenfél                    | Végeredmény                   | 2017–2018-as francia labdarúgókupa | Ellenfél            | Végeredmény         |
| JS Coulaines                | 4–1 (V)                       | Ötödik forduló                     |                     |                     |
| Voltigeurs de Châteaubriant | 5–1 (h.u) (V)                 | Hatodik forduló                    |                     |                     |
| Balma                       | 3–0 (V)                       | Hetedik forduló                    |                     |                     |
| Romorantin                  | 2–1 (H)                       | Nyolcadik forduló                  |                     |                     |
| Angoulême CFC               | 2–1 (h.u) (A)                 | A legjobb 64 között                | Rennes              | 6–1 (V)             |
| Saint-Lô Manche             | 2–1 (V)                       | A legjobb 32 között                | Guingamp            | 4–2 (H)             |
| Auxerre                     | 3–0 (V)                       | Nyolcaddöntő                       | Sochaux             | 4–1 (A)             |
| Lens                        | 0–0 (tizenegyesekkel 4–2) (A) | Negyeddöntő                        | Marseille           | 3–0 (H)             |
| FC Chambly                  | 2–0 (H)                       | Elődöntő                           | Caen                | 3–1 (V)             |

## A mérkőzés
A Les Herbiers csapata a klub történetének első kupadöntőjére készült a találkozót megelőzően. A kupa 2017-18-as kiírásában több, náluk magasabban jegyzett csapatot, így a másodosztályú Auxerre és Lens csapatát, de első osztályú ellenféllel nem kellett megmérkőzniük. A Les Herbiers volt a harmadik csapat a francia harmadosztályból, mely eljutott a kupadöntőbe, korábban ez  1996-ban a Nîmes Olympique és 2012-ben a US Quevilly-Rouen csapatának sikerült, de mindkét csapat elveszítette a saját döntőjét az Auxerre és az Lyon ellenében.
A Paris Saint-Germain az elmúlt három kiírás győzteseként várta a találkozót, az előző évi döntőben az Angers csapatát győzték le 1–0-ra.
A mérkőzésen a párizsi csapat játszott fölényben és Lo Celso, valamint Cavani büntetőből szerzett találatával 2–0-s győzelmet arattak. A fővárosi csapatnak ezenkívül volt egy meg nem adott találata is. Érdekesség, hogy a díjátadó során Thiago Silva, a Paris Saint-Germain csapatkapitánya felhívta a pódiumra az ellenfél csapatkapitányát, Sébastien Flochont és együtt emelték magasba a trófeát. A brazil játékos így fejezte ki elismerését a harmadosztályú csapat kupamenetelése előtt.

### Részletek
| 2018. május 8. 21:05 |

| Les Herbiers | 0–2               | Paris Saint-Germain            |
| ------------ | ----------------- | ------------------------------ |
|              | (0–1) Jegyzőkönyv | Lo Celso 26' Cavani 74' (bün.) |

| Stade de France, Párizs Nézőszám: 73 772 Játékvezető: Mikael Lesage |

| Les Herbiers VF | Paris Saint-Germain |

| GK              | 1  | Matthieu Pichot       | 73' |     |
| RB              | 21 | Romuald Marie         |     |     |
| CB              | 2  | Diaranké Fofana       |     |     |
| CB              | 26 | Guillaume Dequaire    |     |     |
| LB              | 5  | Adrien Pagerie        |     |     |
| DM              | 28 | Valentin Vanbaleghem  |     | 62' |
| RM              | 11 | Rodrigue Bongongui    |     |     |
| CM              | 6  | Sébastien Flochon (c) |     |     |
| CM              | 19 | Pierre Germann        |     | 63' |
| LM              | 7  | Joachim Eickmayer     |     | 87' |
| CF              | 18 | Kévin Rocheteau       |     |     |
| Cserék:         |    |                       |     |     |
| GK              | 30 | Esteban Salles        |     |     |
| DF              | 23 | Franck Héry           |     |     |
| MF              | 4  | Florian David         |     |     |
| MF              | 14 | Clément Couturier     |     | 87' |
| FW              | 10 | Ambroise Gboho        |     | 63' |
| FW              | 20 | Adrian Dabasse        |     | 62' |
| FW              | 29 | Moulaye Ba            |     |     |
| Vezetőedző:     |    |                       |     |     |
| Stéphane Masala |    |                       |     |     |

| GK          | 1  | Kevin Trapp      |     |     |
| RB          | 32 | Dani Alves       |     | 86' |
| CB          | 2  | Thiago Silva (c) |     |     |
| CB          | 5  | Marquinhos       |     |     |
| LB          | 17 | Yuri Berchiche   | 15' |     |
| CM          | 18 | Giovani Lo Celso |     |     |
| CM          | 8  | Thiago Motta     |     | 68' |
| CM          | 25 | Adrien Rabiot    |     |     |
| RW          | 29 | Kylian Mbappé    |     | 85' |
| CF          | 9  | Edinson Cavani   |     |     |
| LW          | 11 | Ángel Di María   |     |     |
| Cserék:     |    |                  |     |     |
| GK          | 16 | Alphonse Aréola  |     |     |
| DF          | 3  | Presnel Kimpembe |     |     |
| DF          | 12 | Thomas Meunier   |     | 86' |
| DF          | 20 | Layvin Kurzawa   |     |     |
| MF          | 19 | Lassana Diarra   |     |     |
| MF          | 23 | Julian Draxler   |     | 68' |
| MF          | 27 | Javier Pastore   |     | 85' |
| Vezetőedző: |    |                  |     |     |
| Unai Emery  |    |                  |     |     |

| Asszisztensek: Frédéric Hébrard Huseyin Ocak Ötödik játékvezető: Hakim Ben El Hadj VAR (Video assistant referee): Benoît Bastien | Szabályok - 90 perc játékidő. - 30 perc hosszabbítás döntetlen esetén. - Amennyiben ezt követően sincs döntés, tizenegyesekkel dől el atalálkozó. - Hét cserejátékos nevezhető, három cserélhető be. |